# Districtul Telagh
Telagh este un district din provincia Sidi Bel Abbès, Algeria.